# Jenna Elfman
Jenna Elfman, właśc. Jennifer Mary Butala (ur. 30 września 1971 w Los Angeles) – amerykańska aktorka telewizyjna i filmowa.

## Życiorys
Zdobywczyni Złotego Globu 1999 dla najlepszej aktorki w serialu komediowym. Zamężna z aktorem Bodhim Elfmanem (od 18 lutego 1995), z którym ma dwóch synów.

## Filmografia
- 2011: To tylko seks (Friends with Benefits) jako Annie
- 2009: Przypadek zgodny z planem (Accidentally on Purpose) jako Billie
- 2006: Alex (Courting Alex) jako Alex Rose
- 2005: Powrót do życia (Touched) jako Angela Martin
- 2005: What's Hip, Doc? jako Supermodelka (głos)
- 2004: Wielka przygoda Clifforda (Clifford's Really Big Movie) jako Dorothy (głos)
- 2003: Looney Tunes znowu w akcji (Looney Tunes: Back in Action) jako Kate Houghton
- 2002: Miłosna obsesja (Obsessed) jako Ellena Roberts
- 2001: Romanssidło (Town & Country) jako Auburn
- 2000: Cybernetyczny świat (IMAX 3D) (Cyberworld 3D) jako Phig (głos)
- 2000: Zakazany owoc (Keeping the Faith) jako Anna Riley
- 2000: Mandarynkowy Miś (The Tangerine Bear) jako Lorelei
- 1999: Ed TV jako Shari
- 1999: Anthrax: Return of the Killer B’s Video Anthology
- 1999: Venus jako Venus
- 1998: Dr Dolittle (Doctor Dolittle) jako Sowa (głos)
- 1998: Szalona impreza (Can't Hardly Wait) jako Anioł
- 1998: Odkrycie Profesora Krippendorfa (Krippendorf's Tribe) jako Veronica Micelli
- 1997–2002: Dharma i Greg (Dharma & Greg) jako Dharma Freedom Finklestein Montgomery
- 1997: Zabijanie na śniadanie (Grosse Pointe Blank) jako Tanya
- 1996: Her Last Chance jako Leslie
- 1996: Townies jako Shannon Canotis
- 1993: Double Deception jako Lisa Majorski
- 1993: Strange Too (VHS) jako tancerka w teledysku Halo